# Gare du Coudray-Montceaux
La gare du Coudray-Montceaux est une gare ferroviaire française de la ligne de Corbeil-Essonnes à Montereau, située dans la commune du Coudray-Montceaux (département de l'Essonne), sur les bords de Seine, dans le quartier du Bas Coudray.
Elle est mise en service en 1897 par la Compagnie des chemins de fer de Paris à Lyon et à la Méditerranée. C'est une halte voyageurs de la Société nationale des chemins de fer français (SNCF) desservie par les trains de la ligne D du RER. Elle se situe à une distance de 39,20 km de Paris-Gare-de-Lyon.

## Situation ferroviaire
Établie à 43 mètres d'altitude, la gare du Coudray-Montceaux, est située au point kilométrique (PK) 39,207 de la ligne de Corbeil-Essonnes à Montereau, entre les gare du Plessis-Chenet et de Saint-Fargeau.

## Histoire

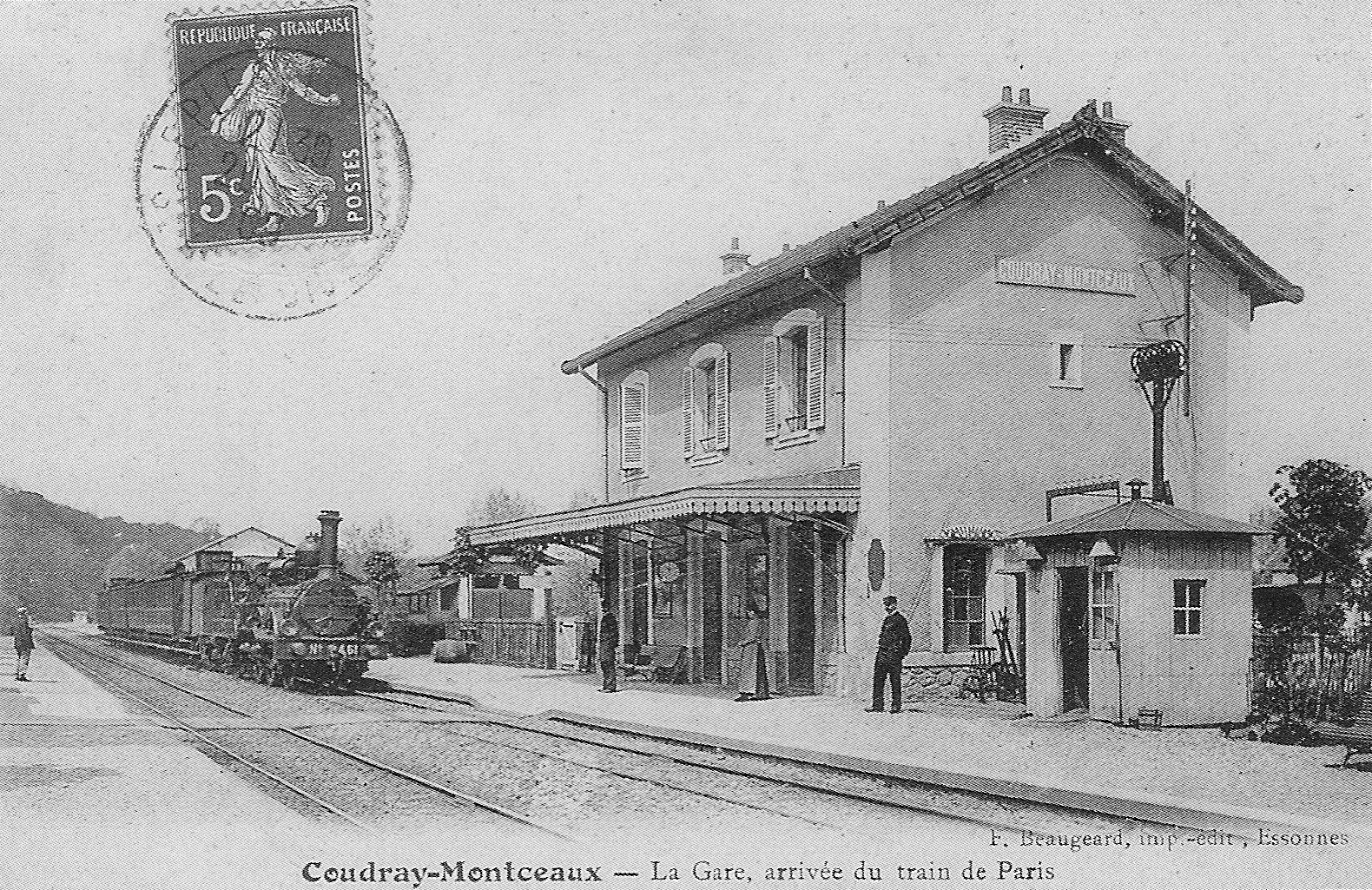
La gare au début du XXe siècle.

La gare du Coudray-Montceaux est mise en service en 1897, lors de l’inauguration de la ligne de Corbeil à Melun et à Montereau.
Cette gare est une des cinq gares ou stations historiques de la ligne entre Corbeil et Melun avec la gare de Ponthierry - Pringy et les  stations de Villabé, Saint-Fargeau - Seine-Port et Vosves.
Jusqu'à la mise en service de la partie sud de la ligne D du RER en 1995, les trains desservant la gare du Coudray-Montceaux  effectuaient des trajets réguliers entre Paris-Gare-de-Lyon et Melun tous les jours de la semaine, en soirée et jusqu'après minuit. Ce n'est qu'à partir de 1999 que Paris n'a plus été desservie aux heures de pointe en semaine et qu'un système de navettes entre Melun et la gare de Juvisy a été mis en place. Depuis 2005, la gare n'est plus desservie par les trains au départ de Corbeil-Essonnes et de Melun en soirée et la nuit. La ligne 502 du réseau de bus Évry Centre Essonne assure à la place la desserte des gares entre Corbeil-Essonnes et Le Coudray-Montceaux,,.
À partir du mois de décembre 2018, lors de la mise en place du service annuel 2019, la desserte de la gare est modifiée : il n'y a plus d'accès direct vers Paris ; aux heures de pointe, des navettes assurent des liaisons Melun - Corbeil-Essonnes et, aux heures creuses, des navettes assurent des liaisons Melun - Juvisy via Ris-Orangis.

## Fréquentation
Selon les estimations de la SNCF, la fréquentation annuelle de la gare s'élève aux nombres indiqués dans le tableau ci-dessous.
| Année               | 2019   | 2018   | 2017   | 2016   | 2015   |
| ------------------- | ------ | ------ | ------ | ------ | ------ |
| Nombre de voyageurs | 87 387 | 89 144 | 91 802 | 92 545 | 93 102 |

## Service des voyageurs

### Accueil

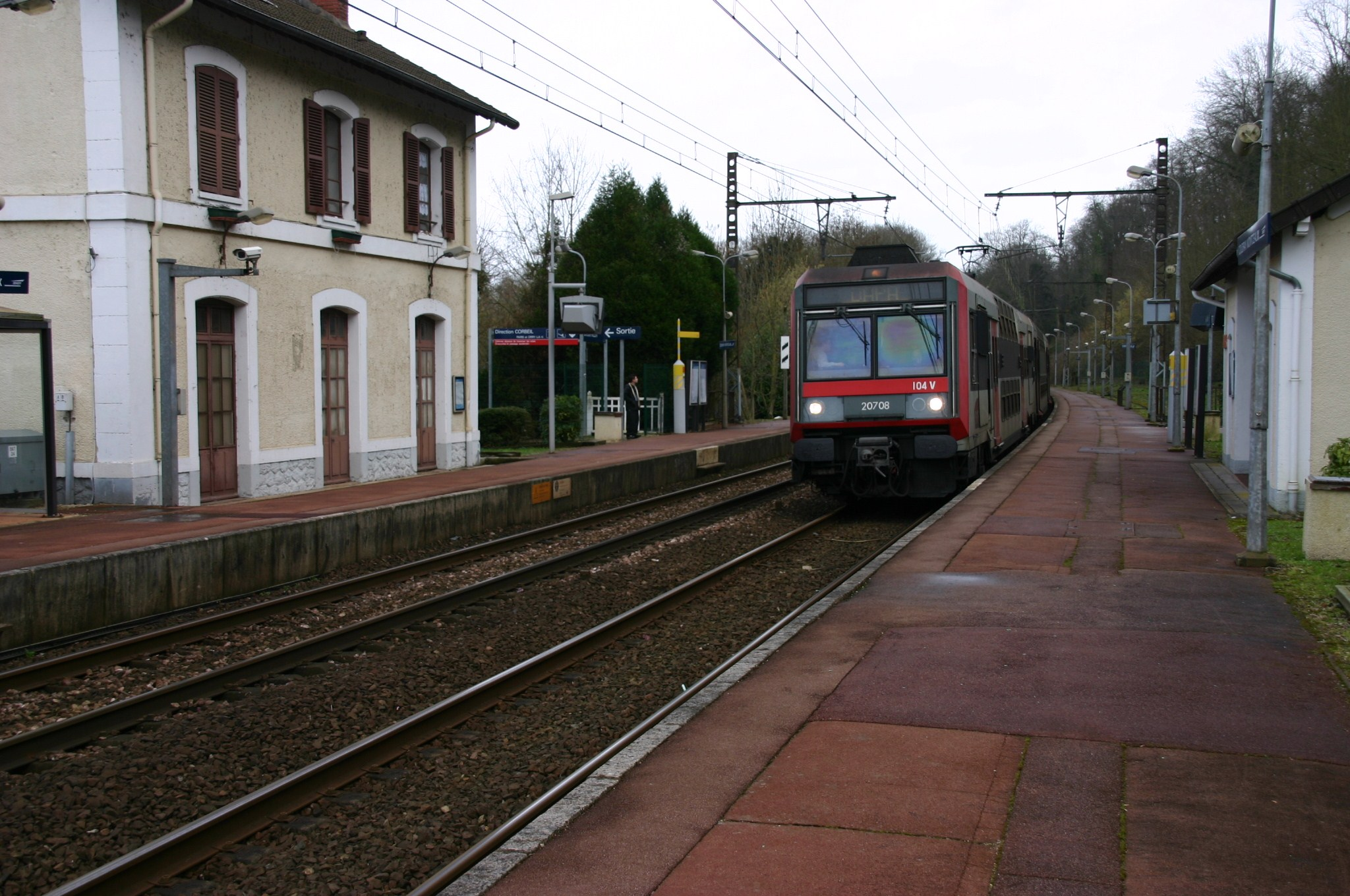
Rame Z 20500 en gare du Coudray-Montceaux, en provenance de Melun et en direction de Paris-Gare-de-Lyon.

Halte voyageurs SNCF du réseau de trains de banlieue Transilien, c'est un point d'arrêt non géré (PANG) à accès libre. Elle est équipée d'un automate pour l'achat de titres de transport Transilien, d'un système d'information en temps réel sur les horaires des trains et d'un abri sur chaque quai.
Un passage souterrain permet la traversée des voies et le passage d'un quai à l'autre.

### Desserte
Le Coudray-Montceaux est desservie par des trains de la ligne D du RER. Aux heures de pointe, seules des navettes Juvisy – Corbeil – Melun circulent. Aux heures creuses et le weekend, tous les trains desservent Paris-Gare-de-Lyon et au-delà vers le nord, selon les missions.

### Intermodalité
Un parc pour les vélos et un parking pour les véhicules y sont aménagés près de l'ancien bâtiment voyageurs.
La gare est desservie par les lignes 4246 du réseau de bus Évry Centre Essonne.

## Patrimoine ferroviaire
L'ancien bâtiment voyageurs est toujours présent mais n'est plus en service.

## Galerie de photographies

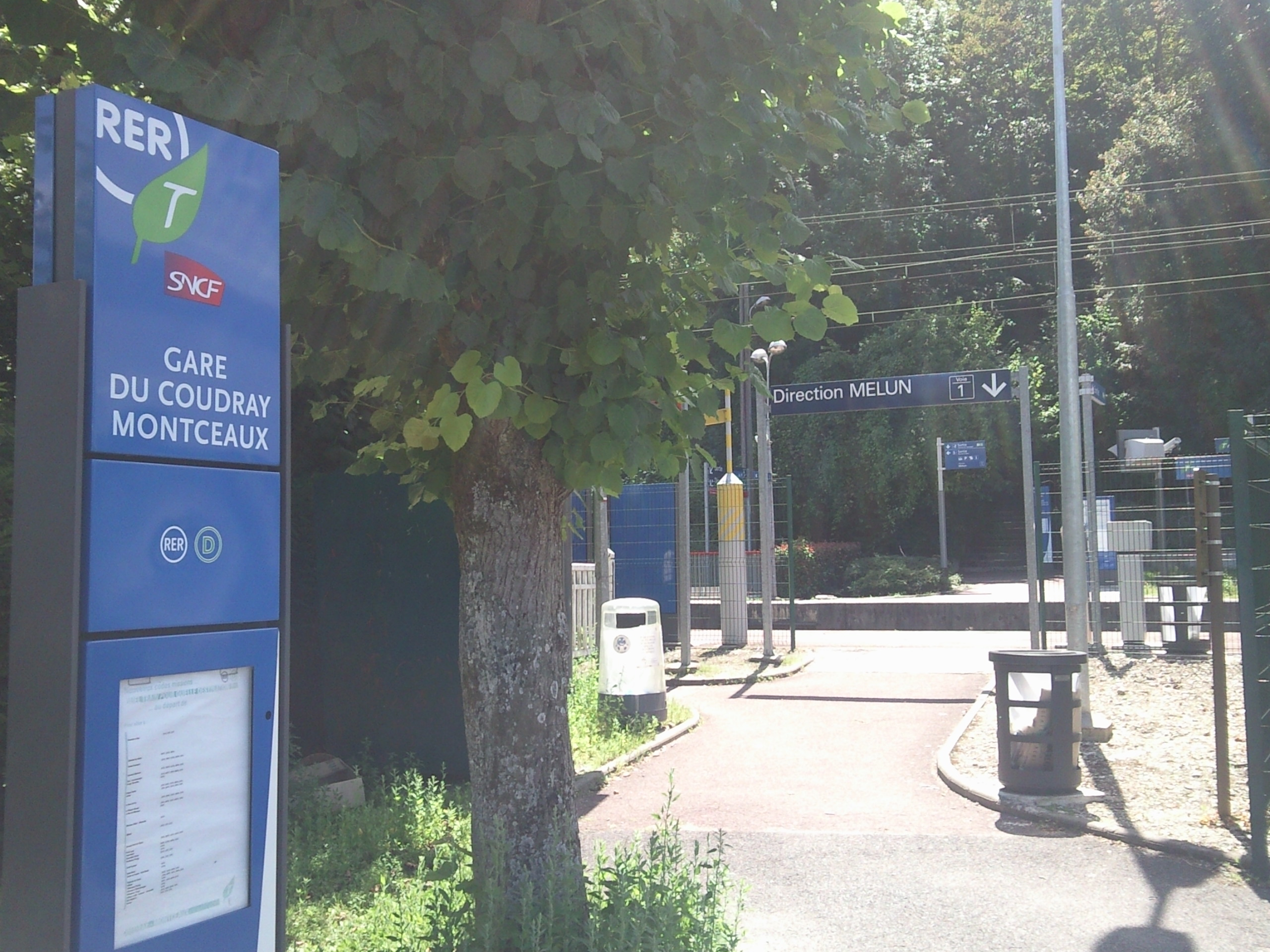
Accès halte (2011).
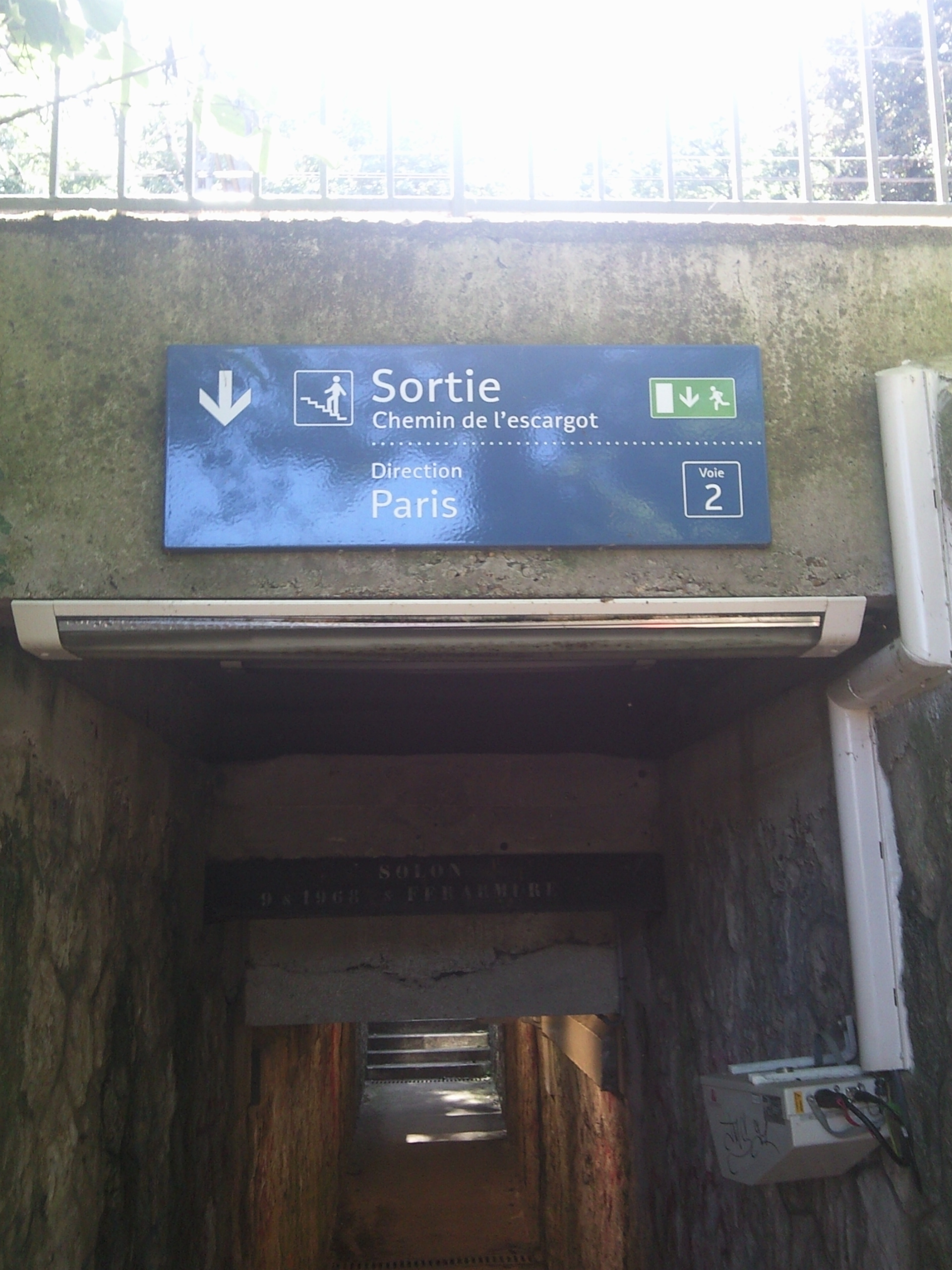
Passage souterrain (2011).
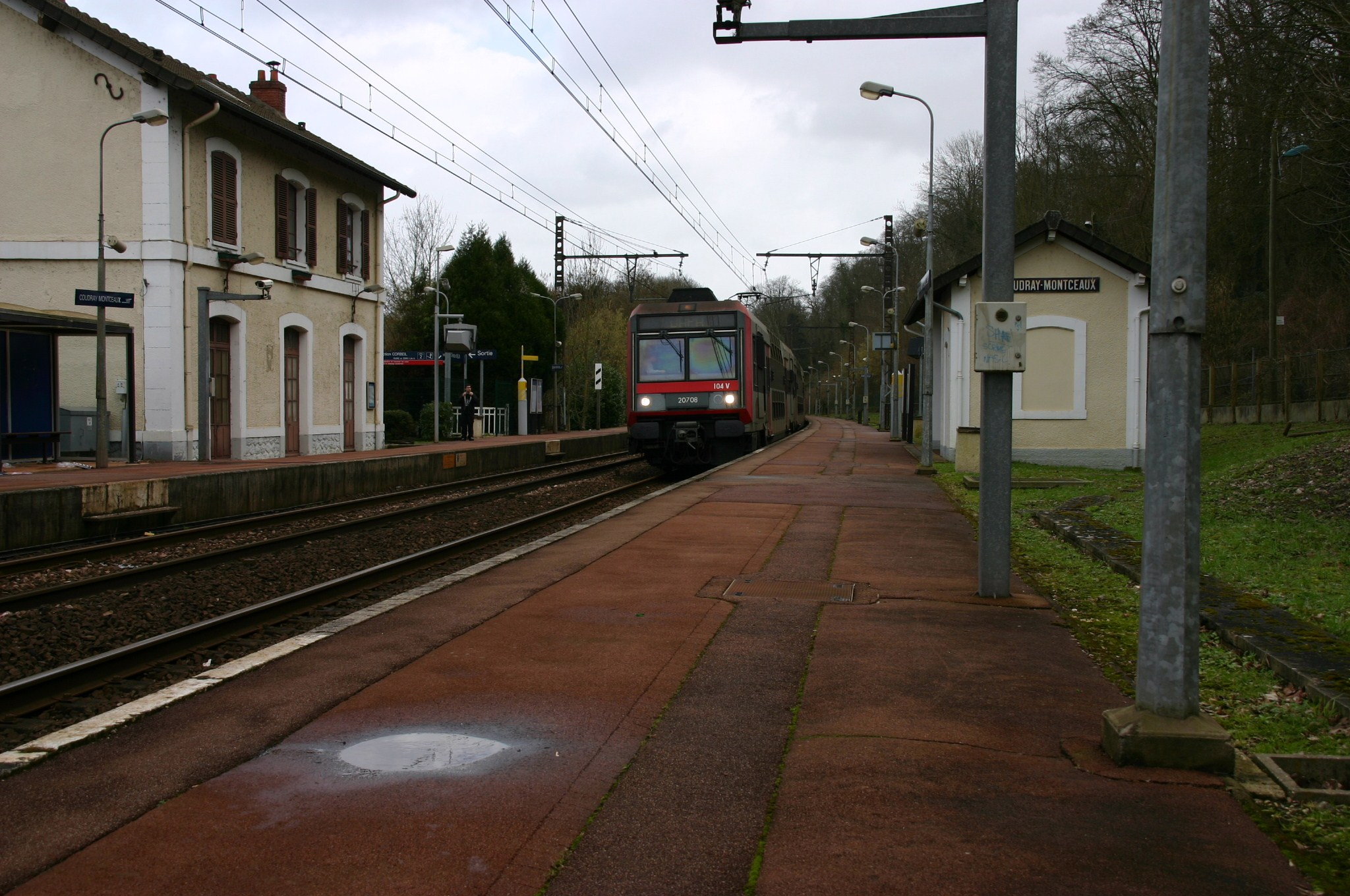
Abri sur le quai opposé.